# Dnepropetrovsk Sputnik

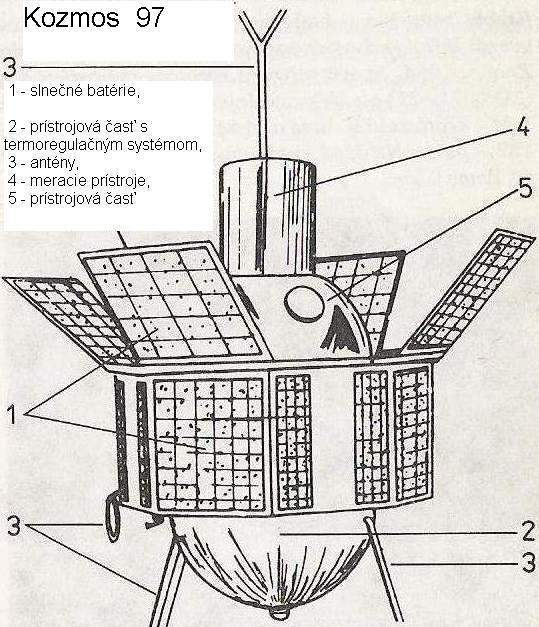
Descripción del Kozmos 97

Dnepropetrovsk Sputnik (en cirílico: Днепропетровские Спутник), también conocida simplemente como DS, fue una serie de satélites artificiales lanzados por la Unión Soviética entre 1961 y 1982. Los satélites de la serie DS fueron utilizados en variedad de misiones, incluyendo investigaciones científicas y tecnológicas, como su uso como objetivos de radar. En total se lanzaron 182 satélites DS mediante cohetes Kosmos.
El primer satélite DS fue lanado en el vuelo inaugural del cohete Kosmos-2I el 27 de octubre de 1971. No llegó a alcanzar órbita debido a un fallo en un componente del cohete. Un segundo intento también fracasó debido a un fallo en la segunda etapa del cohete lanzador. El tercer intento tuvo éxito, tras lo cual el satélite DS en órbita pasó a ser denominado Cosmos 1. La designación Cosmos se aplicó a todos los satélites DS excepto a los que no llegaron a alcanzar órbita y a unos pocos lanzados bajo el programa Intercosmos.
El último satélite DS, Cosmos 1375, fue lanzado a bordo de un Kosmos-3M el 6 de junio de 1982. Se trató de un satélite usado como objetivo para un arma antisatélite.